# Вулька-Пясечна (Підляське воєводство)
Вулька-Пясечна (пол. Wólka Piaseczna) — село в Польщі, у гміні Ґоньондз Монецького повіту Підляського воєводства.
Населення — 86 осіб (2011).
У 1975-1998 роках село належало до Ломжинського воєводства.

## Демографія
Демографічна структура станом на 31 березня 2011 року:
|          | Загалом | Допрацездатний вік | Працездатний вік | Постпрацездатний вік |
| -------- | ------- | ------------------ | ---------------- | -------------------- |
| Чоловіки | 43      | 8                  | 31               | 4                    |
| Жінки    | 43      | 15                 | 22               | 6                    |
| Разом    | 86      | 23                 | 53               | 10                   |